# Saint-Jean-Froidmentel
 Saint-Jean-Froidmentel  es una población y comuna francesa, en la región de Centro, departamento de Loir y Cher, en el distrito de Vendôme y cantón de Morée.

## Demografía
| 486 | 462 | 439 | 418 | 385 | 437 |
| Para los censos de 1962 a 1999 la población legal corresponde a la población sin duplicidades (Fuente: INSEE [Consultar]) |     |     |     |     |     |